# Jon Lester
Jonathan Tyler Lester (Tacoma, 7 gennaio 1984) è un ex giocatore di baseball statunitense.

## Carriera

### Inizi e Minor League
Nato a Tacoma, nello stato di Washington, ma cresciuto nella vicina Puyallup; Lester frequentò la Bellarmine Preparatory School nella sua città natale, dove ottenne per tre volte il titolo di MVP e venne scelto altrettante volte per l'All-Area selection. Fu anche nominato giocatore dell'anno dello stato di Washington nel 2000.
Scelto dai Boston Red Sox nel secondo turno (scelta numero 57 complessiva) del draft MLB 2002, venne assegnato nello stesso anno nella classe Rookie della Minor League Baseball. Passò nel 2003 alla classe A, dove giocò per l'intera stagione. Trascorse la stagione 2004 nella classe A-avanzata e la stagione 2005 nella Doppia-A, registrando in quest'ultima classe un record di 11-6, con una media PGL (ERA) di 2,61 e 163 strikeout.
Nello stesso anno venne premiato come lanciatore dell'anno della Eastern League, nonché come miglior lanciatore dell'anno dei Red Sox nella minor league. Venne anche selezionato come lanciatore mancino per la squadra All-Star della lega a fine anno.

### Major League

#### Boston Red Sox
Il 10 giugno 2006 Jon Lester debuttò nella MLB, al Fenway Park di Boston contro i Texas Rangers. Alla fine di agosto gli fu diagnosticato un linfoma a grandi cellule anaplastico, che mise fine anticipatamente alla sua stagione. Complessivamente aveva messo a referto una media PGL di 4,76 in 81.1 riprese lanciate, con 60 strikeout e un record di vittorie-sconfitte di 7 a 2. A dicembre i medici lo dichiararono guarito.
Nella stagione 2007, dopo i gravi problemi di salute dell'anno precedente, Lester giocò 12 partite nella regular season. Fu il lanciatore vincente di gara 4 delle World Series 2007, che i Red Sox si aggiudicarono contro i Colorado Rockies.
Nel 2008, Lester ha chiuso la stagione con un record positivo di 16 vittorie e 6 sconfitte con una media PGL di 3.21, superando anche quota 150 strikeout. Ha lanciato un no-hitter e uno shutout alla sua prima partenza allo Yankee Stadium.
È stato nominato il lanciatore del mese dell'American League (AL) a luglio e settembre. Lester ottenne la seconda percentuale più alta di vittorie di tutti i lanciatori partenti negli ultimi tre anni (27-8, con una media di .771), e fu il primo lanciatore dei Red Sox per riprese lanciate (210.3).
L'8 marzo 2009 Lester ha firmato un prolungamento del suo contratto con i Red Sox per cinque anni, dal valore complessivo di 30 milioni di dollari con un'opzione di 14 milioni di dollari di squadra nel 2014.
Il 14 agosto 2009 Lester mise strike-out 10 battitori per la sesta volta nella stagione 2009, stabilendo così il record per un lanciatore mancino dei Red Sox.
Chiuse la stagione 2009 con un record di 15 vittorie a fronte di 8 sconfitte, 225 strikeout (3° nella AL), una media PGL di 3,41 (5° nella AL) in 203 riprese lanciate.
Nel mese di aprile 2010 Lester vinse cinque delle sei partenze, con un record di 5-0, una media PGL di 1,84 e 45 strikeout. Fu nominato il lanciatore dell'American League del mese per la terza volta in carriera.
Il 16 giugno 2010, ha vinto la sua partita numero 50 contro gli Arizona Diamondbacks.
Lester fu per la prima volta in carriera selezionato per l'All-Star Game nella squadra dell'American League. Ha finito la stagione con 19 vittorie, una media PGL di 3,25, e al 4º posto assoluto nelle Majors in strikeout (225).
Nel 2011 Lester fu il lanciatore partente nella prima gara della stagione per i Red Sox, contro Texas. È stato selezionato per partecipare all'All-Star Game nelle file dell'American League, in sostituzione di Félix Hernández. Ha avuto una stagione solida per il secondo anno di fila fra i primi 5 lanciatori della lega. Ha finito la stagione con un record di 15-9 con una media PGL di 3,41 e con 182 strikeout. Ha concluso nella top 20 in strikeout (11), vittorie (10°) e media PGL (17°).

#### Oakland Athletics
Il 31 luglio 2014, i Red Sox scambiarono Lester e Jonny Gomes con i Oakland Athletics per Yoenis Céspedes. Divenne free agent a fine stagione.

#### Chicago Cubs
Il 15 dicembre 2014, Lester firmò un contratto esennale dal valore complessivo di 155 milioni di dollari con i Chicago Cubs con un'opzione per il settimo anno di 15 milioni.
Divenne free agent alla fine della stagione 2020.

#### Washington Nationals
Il 27 gennaio 2021, Lester firmò un contratto annuale del valore di 5 milioni di dollari con i Washington Nationals. Esordì con la squadra il 30 aprile, dopo aver iniziato la stagione nella lista degli infortunati.

#### St. Louis Cardinals e ritiro
Il 30 luglio 2021, i Nationals scambiarono Lester con i St. Louis Cardinals per Lane Thomas. Il 20 settembre contro i Brewers, ottenne la 200ª vittoria in carriera. Giocò in 12 partite con i Cardinals e a fine stagione divenne free agent.
Il 12 gennaio 2022 annunciò il proprio ritiro dal baseball professionistico.

## Palmarès

### Club
- World Series: 3

Boston Red Sox: 2007, 2013
Chicago Cubs: 2016

### Individuale
- MVP della National League Championship Series: 1

2016
- MLB All-Star: 5

2010, 2011, 2013, 2016, 2018
- Babe Ruth Award: 1

2016
- Capoclassifica della National League in vittorie: 1

2018
- Lanciatore del mese: 6

AL: luglio e settembre 2008, maggio 2010
NL: giugno e settembre 2016, giugno 2018
- Giocatore della settimana: 3

AL: 25 maggio 2008, 14 settembre 2014
NL: 12 giugno 2016